# Joëlle Abed
Pour l’article homonyme, voir Abed.
Joëlle Abed, née  en 1949 à Paris, est une poétesse française, elle grandit à Djibouti avant de vivre à Paris. Elle est psychologue clinicienne et responsable du relais handicap de l’université Paris-Diderot[réf. souhaitée].

## Œuvres
Poésie
- Les heures creuses[2],[3], Éditions L'arbre  à paroles, 2012
- Et le désert avance dans leurs yeux, 2006, Grand prix de poésie des écrivains méditerranéens 2006[2]
- Différences dans le froid, 2005, Prix de l’édition 2005 de la ville de Dijon[2]
- Comment va-t-on expliquer ça aux hommes[4], 2001, manuscrit peint, installation de Anne Slacik[5]
- Le fleuve et le chevreuil, Éd. [Charlieu] : la Bartavelle , 1994  (ISBN 2-87744-202-0)
- Icônes de la pluie, II. Ce n'est pas encore là que je vais, Éd, La Bartavelle, 1996 (ISBN 2-87744-322-8) édité erroné[6]
- Icônes de la pluie, Robert Subtil[7], 1995
- Le fleuve et le chevreuil, encres de Philippe de Boissy, Éd.La Bartavelle, 1994  (ISBN 2-87744-202-0)
- Le sommeil de l'herbe, Éd. La Bartavelle, 1991  (ISBN 2-87744-107-5)
- Lieux du tremble[8], préface de Venus Khoury-Ghata,Éd. l'Âge d'homme, 1990  (ISBN 2-8251-0134-6) Prix Max-Pol Fouchet[9],[10],[11],[12].
- Le Partage du fruit, Éd. Caractères, 1988
- Différences dans le froid, Éd. Poètes de l'amitié[13]

## Prix
- Prix Unimuse,  pour le recueil Greniers de haut vent [17],[18]
- Grand prix de poésie des écrivains méditerranéens 2006[2]
- Prix de l’édition 2005 de la ville de Dijon[2]
- Prix Max-Pol Fouchet[9],[10], 1990